# 台北市體育會棒球委員會
Template:導覽條2

## 組織簡介
- 民國56年7月1日，臺北市改制為直轄市，臺北市體育會隨同改制，而棒球委員會即是體育會下設之委員會。
- 民國61年，臺北市體育會聘請王清雲擔任主任委員，張朝枝為副主委。
- 民國62年，臺北市少棒隊慘遭巨人少棒擊敗後，棒委會會務便無人過問，經有關單位一再奔走，終於在民國64年完成改組，由謝森展出任主委。
- 民國67年，臺北市棒委會改組，新任主委鄭興成曾任臺北市南區少棒聯盟理事長，平時熱愛棒球。新任幹事大多為退休棒球國手，總幹事林永成、副總幹事張輝雄、行政組長余壯勇、裁判組長林信彰、競賽組長謝明勇、輔導組長陳秀雄、場地組長謝清文、公共關係組長張昭雄，這些都是在棒球運動上學有專精的專家。
- 民國70年主任委員鄭興成堅辭職務，由陳煌祥繼任。
- 民國71年8月25日，由彭誠浩任第五屆主任委員，改組後立即確立計劃方針，除了指導研究棒球運動技能外，並舉辦各種訓練營及教練、裁判之講習會，以灌輸新知，提高水準，不僅使前輩有再教育的機會，更積極扶植新進，使棒球藝術的傳遞後繼有人。另外彭主委提倡軟式棒球，且舉辦了第一屆自由盃軟式棒球賽，吸引了許多社會人士組球隊參賽。
- 民國88年臺北市體育會棒球委員會改組，由臺北市議員林晉章接任主委，林議員擔任了第11、12屆主任委員，對於推展臺北市棒球運動不遺力。
- 民國96年4月臺北市體育會棒球委員會再次改組，由臺北市議員陳玉梅接任第12屆主任委員，並敦請資深棒球人林文明老師為總幹事，繼續為臺北市棒球運動而努力。96年10月總幹事林文明老師因公務及教務繁忙無暇分身，請辭總幹事，由李松輝先生接任總幹事。
- 民國97年2月臺北市體育會奉准更名為「臺北市體育總會」，本委員會正式名銜更名為「臺北市體育總會棒球委員會」。
- 民國98年9月19日奉臺北市體育總會令下轄各單項委員會需改名為協會，報請臺北市政府社會局同意依法籌組，假劍潭海外青年活動中心舉行『臺北市體育總會棒球協會成立大會』，會中由與會會員投票選出理、監事，另由出席理事選舉理事長，由臺北市議員陳玉梅小姐當選「臺北市體育總會棒球協會」第一屆理事長，並敦請李松輝先生擔任總幹事，負責會務之推動。

## 人員組織
- 理事長：陳玉梅
- 常務理事：李博文、吳高興、林文明、張永正
- 理事：刑長華、李文彬、林宗成、洪誌謙、許順益、廖金春、鄭為國、盧清蓮、謝國棟、謝念慈
- 常務監事：孔憲祥
- 監事：王河傳、吳存祥、蒲秀滿、蔡仲仁
- 技術顧問：林信彰、莊金鍾、連永紹、陳汝俊、葉南輝、蔡國鎮、藍庚申
- 總 幹 事：李松輝
- 副總幹事：蔡仲仁、曾金城、陳振庭
- 競賽組長：蔣寬仁
- 競賽組副組長：張哲嘉
- 裁判長：吳宏益
- 副裁判長：陳吉堂、王釧源
- 紀錄組長：陳士賢
- 紀錄組副組長：朱大衞
- 行政組長：陳振庭（兼任）
- 行政組副組長：黃煥宗
- 場地組長：顏添丁
- 場地組副組長：黃朝錦
- 活動組長：王河傳
- 活動組副組長：孔憲祥
- 訓輔組長：方明章
- 訓輔組副組長：梁仲芳
- 國際組長：蒲秀滿
- 國際組副組長：陳玲玲
- 攝影組長：周榮煌
- 攝影組副組長：詹賜坤
- 新聞組長：吳存祥
- 財 務 長：郭雅筑

## 辦理比賽
- 臺北市三級學生棒球代表隊選拔賽(每年固定舉行)
- 四級學生棒球聯賽（少棒甲組、少棒乙組、青少棒組、青棒甲組、青棒乙組、大專乙組，每年春、秋二季固定舉行)
- 青年盃棒球錦標賽(每年固定舉行)
- 中正盃棒球錦標賽(每年固定舉行)
- 臺北國際城市青少棒錦標賽(每年12月固定舉行)
- 重光盃全國少棒錦標賽(每年固定舉行)

## 主辦訓練
- B、C級裁判研習
- B、C級教練研習
- 少年棒球研習營

## 外部網頁連結
- 臺北市體育總會棒球協會網頁https://web.archive.org/web/20090203105935/http://tpebaseball.myweb.hinet.net/

Template:頁面品質1